# Euxoa decorans
Euxoa decorans là một loài bướm đêm trong họ Noctuidae.